# Kindlint Haasje Over
Kindlint Haasje Over is een kunstwerk in de Spaarndammerbuurt in Amsterdam-West.
De opdracht voor het kunstwerk kwam van Stadsdeel Westerpark. In de Spaarndammerbuurt werd aan het begin van de 21e eeuw daar een grote renovatieslag gehouden in woningen en verkeersstromen. Daarbij werd met name de vrije ruimte voor auto’s ingeperkt en er werden maatregelen getroffen om de snelheid van snelverkeer te temperen. Het stadsdeel verzocht de kunstenaars Margot Berkman en Eline Janssens (toen een artiestenduo) een manier te vinden om voor kinderen een veilige route te kunnen duiden tussen de scholen en de speelgelegenheden. Berkman en Janssen zagen het niet zitten "plaatselijke verkeersborden" te verzinnen en schakelden de kinderen van de Elisabeth Paulusschool in. Ze vroegen de leerlingen om een thema en tekeningen, die in het straatbeeld zouden kunnen aangeven welke route het veiligst was. De kinderen kwamen met afbeeldingen van dieren. Het kunstenaarsduo verwerkte die tekeningen tot een soort Delfts blauwe stoeptegels die de route aangeven, indachtig de oude tegeltableaus in de Amsterdamse binnenstad. Afgebeeld zijn onder meer een springende hond, een poedel, een zittende labrador, een springend hert, een zittende haas en een varken. Er werd gebruik gemaakt van de kleur blauw omdat deze toch opvalt, maar niet schreeuwerig aandoet  zoals rood. De tegels geven daarbij aanwijzingen wat de kinderen moeten doen. Er zijn tegels met speelse springende dieren in het vrije veld, bij oversteekplaatsen liggen tegels met zittende dieren. Het 462 meter lange traject is te vinden tussen de Zaanstraat (bij de Bredius Sporthal) en de Zaandijkstraat.
Het project gestimuleerd door Stadsdeel Westpark, SOAB adviseurs voor woning en leefomgeving, Stichting Welzijn Westerpark en Veilig Verkeer Nederland (3VO). Een financieel deelgenoot was het Europees Sociaal Fonds. 
Bij het verspreid liggend kunstwerk behoort een groot "gesigneerd" tegeltableau, dat geplaatst is in de onderdoorgang tussen de Jan Wolkerstuin en de Polanenstraat.

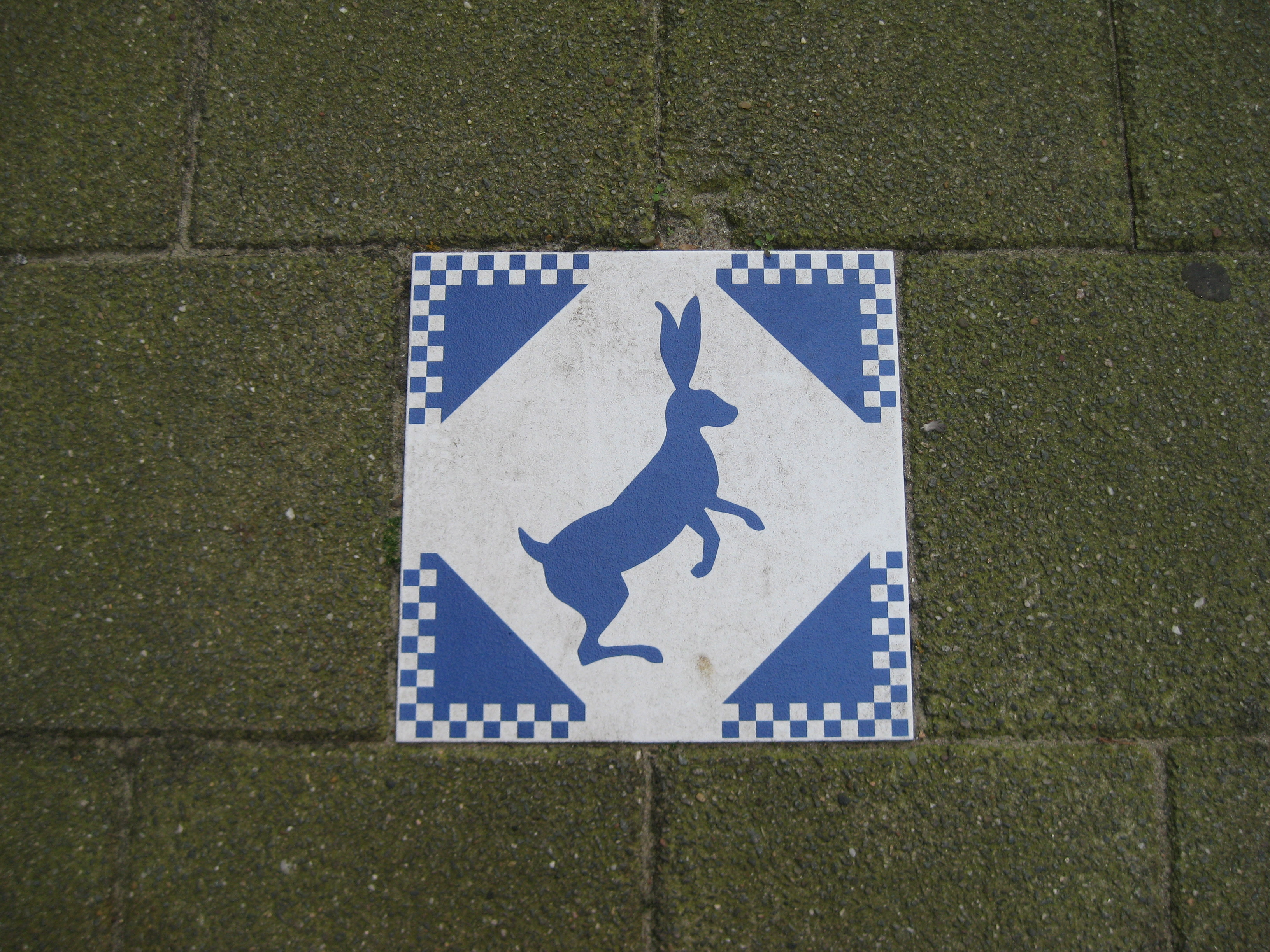
Er kan gespeeld worden (2011)

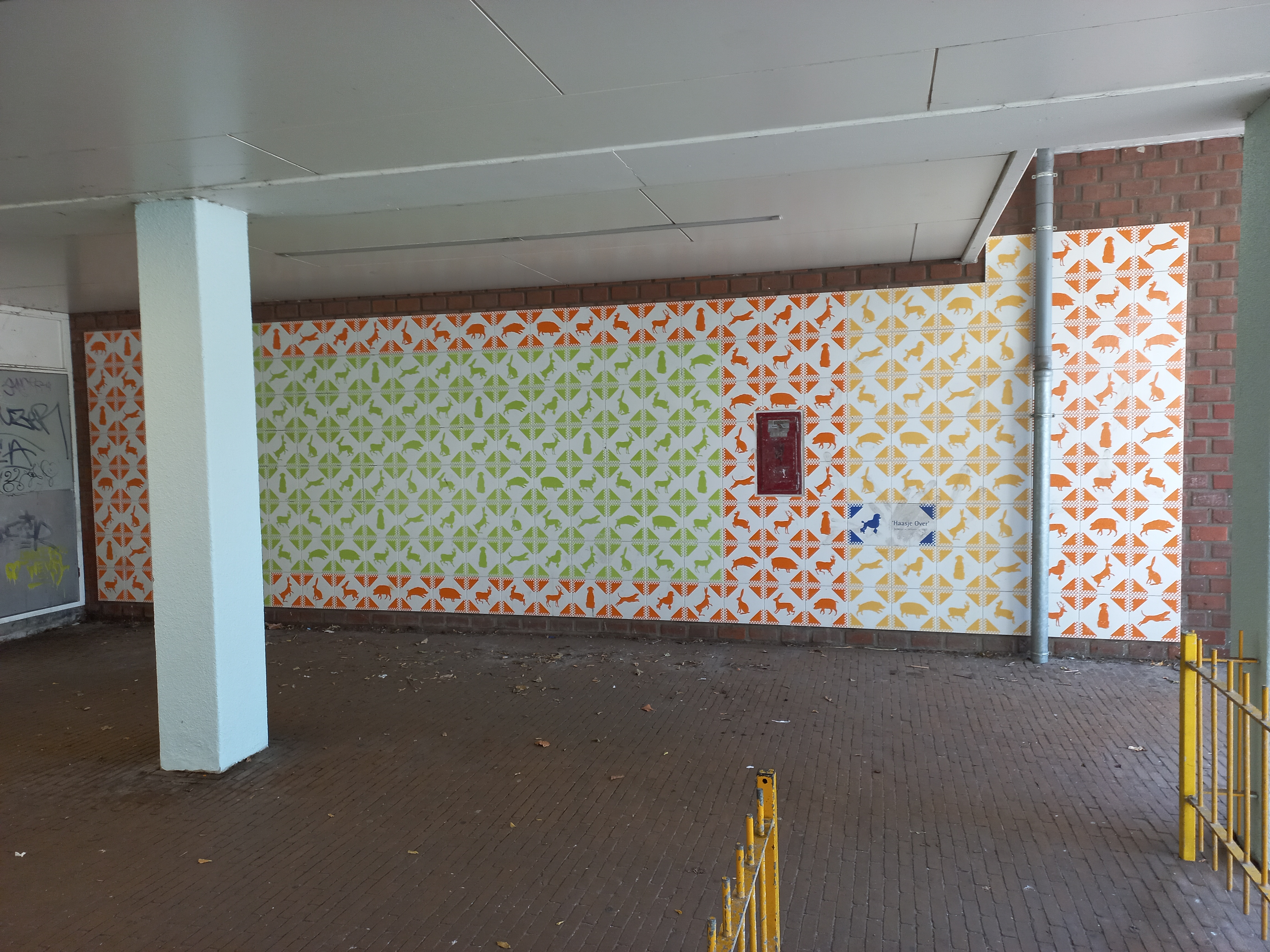
Tegeltableau (2023)